# Norte Amazonense
Norte Amazonense è una mesoregione dello Stato di Amazonas in Brasile.

## Microregioni
È suddivisa in due microregioni:
- Japura
- Rio Negro